# شرلی هامفیل
شرلی هامفیل (انگلیسی: Shirley Hemphill; ۱ ژوئیهٔ ۱۹۴۷ – ۱۰ دسامبر ۱۹۹۹) کمدین و هنرپیشه اهل ایالات متحده آمریکا بود. سی‌بی۴ از جمله فیلم‌های است که شرلی در آن ایفای نقش کرده است.